# 조선민주주의인민공화국 무력 최고사령관
조선민주주의인민공화국의 무력 최고사령관(朝鮮民主主義人民共和國 武力 最高司令官, 영어: Commander-in-Chief of the Armed Forces of Democratic People's Republic of Korea)은 1948년 2월 조선인민군 창군 때부터의 역대 조선민주주의인민공화국 무력 최고사령부의 지휘자이자 국가 전체의 무력을 통솔하는 최고 군 통수군자이다.

## 조선민주주의인민공화국 무력 최고사령관
| 대수 | 사진 | 이름   | 직책                          | 임기 시작        | 임기 종료        | 비고 |
| ---- | ---- | ------ | ----------------------------- | ---------------- | ---------------- | ---- |
| 1    |      | 김일성 | 내각수상,국가주석 ,국방위원장 | 1950년 7월 4일   | 1991년 12월 24일 |      |
| 2    |      | 김정일 | 국방위원장 조선노동당 총비서  | 1991년 12윌 24일 | 2011년 12월 17일 |      |
| 3    |      | 김정은 | 국무위원장 무력 최고사령관    | 2011년 12월 30일 |                  |      |

## 같이 보기
- 조선인민군 총참모부
- 조선인민군의 군사 칭호
- 조선인민군